# Farmers Guardian
Farmers Guardian — еженедельная газета, адресованная британской сельскохозяйственной отрасли. Предоставляет всесторонние и актуальные новости с животноводства, агрономии и механизации; а также бизнес-информацию и сводки рыночных цен. Продается по всей стране, очередной номер выходит каждую пятницу. Основан в Престоне, графство Ланкашир, в течение долгих лет принадлежал компании United Business Media, но вместе с другим журналом Pulse был продан в британскому издательству Briefing Media в феврале 2012 года за 10 миллионов фунтов.
Ряд сопутствующих изданий включает в себя: Dairy Farmer, Arable Farming, а также сайт www.fginsight.com. Сайт был запущен в феврале 2015 года, и публикует новости, материалы по агрономии, животноводстве и механизации.

## История
Газета начала свою жизнь 10 февраля 1844 года, и подавалась по цене 4½ пенса, под названием Preston Guardian. Она была основана Джозефом Ливси, «отцом» движения полного воздержания в Великобритании в поддержку кампании по отмене Хлебных законов. Ему помогали его сыновья: Уильям, в качестве помощника редактора и менеджера коммерческого отдела (до своего вынужденного увольнения по состоянию здоровья); Джон, который пришел в качестве редактора в возрасте 21 года, и двое младших сыновей, Франклин и Говард. Ливси-отец был, однако, главной движущей силой издания и писал первые колонки местных новостей.
Об успехе газеты свидетельствует замечание Ричарда Кобдена:

Я не припомню случая, чтобы местная газета так преуспела, за столь короткое время и при таких условиях.

Газета продолжалась в течение 15 лет под руководством Ливси, до 1859 года. К тому времени она стала уже ценным активом и была продана местному бизнесмену и товарищу по обществу трезвости, мировому судье Джорджу Тулмину (отцу журналиста, издателя и политика от Либеральной партии Джорджа Тулмина (1857—1923)), который владел газетой до 1883 года. В 1864—1866 годах редактором был Томас Вемисс Рид.
В 1872 году в Фишергейте (Престон) было возведено новое офисное здание, и редакция газеты разместилась на его первом этаже (дом был снесен в 1989 году).
Газета Preston Guardian продолжала выходить до мая 1958 года, а затем сменила название на Farmers Guardian, под которым существует и поныне.